# Lenard Welsh
Lenard Welsh Myveth (Honduras; 1936-Tegucigalpa; 24 de septiembre de 2017) fue un futbolista hondureño que jugaba de defensa.

## Trayectoria
Jugó profesionalmente desde la creación de la Liga Nacional en 1965 con el Troya, dos años después cuando el equipo descendió, fichó por el Motagua, donde ganó dos títulos y se retiró después de obtener el último.

## Palmarés

### Títulos nacionales
| Título        | Equipo  | País     | Año     |
| ------------- | ------- | -------- | ------- |
| Liga Nacional | Motagua | Honduras | 1968-69 |
| Liga Nacional | Motagua | Honduras | 1970-71 |